# Simpson & Bibby

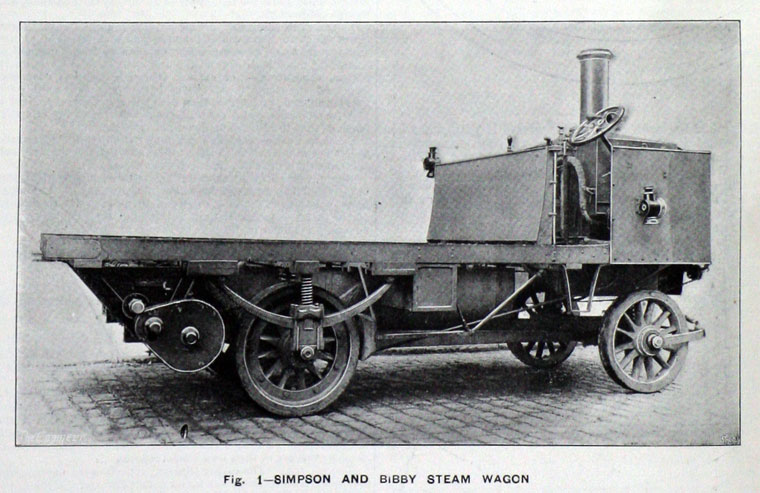
Simpson & Bibby Steam Wagon (1901)

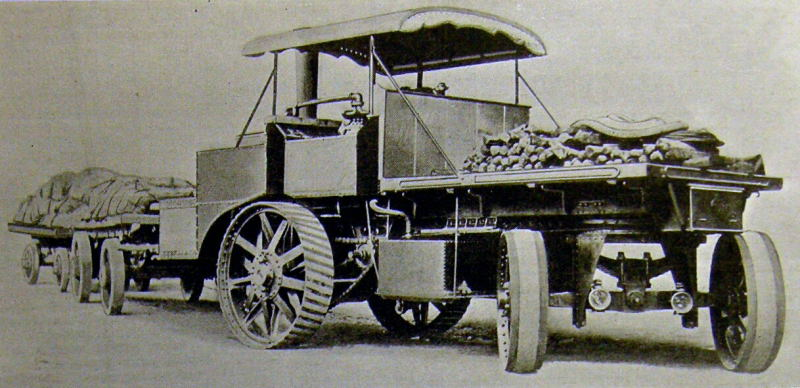
Heavy steam lorry by Simpson & Bibby delivered to a customer in Accra in 1903

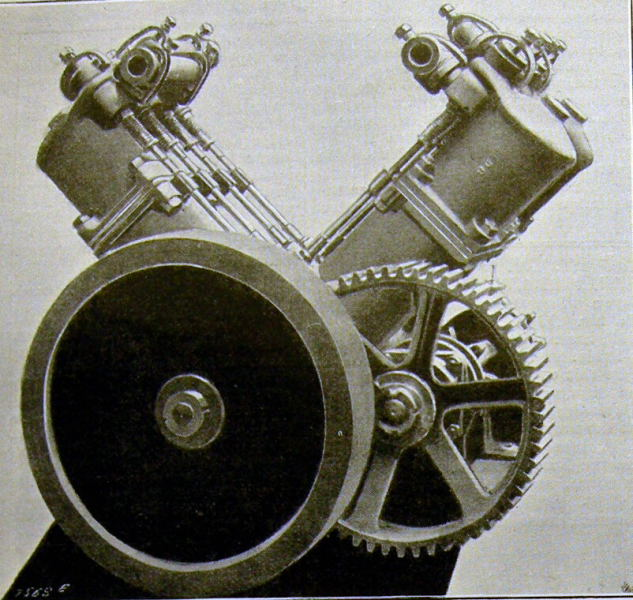
V4-Motor

Simpson & Bibby war ein britisches Maschinenbauunternehmen, das Dampfmaschinen, Heizkessel und einige schwere dampfgetriebene Nutzfahrzeuge herstellte. Der Markenname war Simpson & Bibby.

## Vorgeschichte
William Simpson und Francis Godlee waren britische Textilindustrielle. Sie waren verschwägert, beide waren Quäker. 1881 gründeten sie das Textilunternehmen Simpson and Godlee in Manchester, an dem weitere Mitglieder beider Familien beteiligt waren. Um 1900 führte es etwa 1500 Angestellte auf seiner Lohnliste. William Simpson leitete das Unternehmen bis zu seinem Tod 1914, Godlee folgte ihm als Geschäftsleiter.

## Unternehmensgeschichte
Simpson & Bibby war ein gemeinsames Unternehmen von Simpson und Godlee. Weitere Partner waren die Ingenieure James Bibby und, möglicherweise erst später, Daniel Harrison Simpson, ein Sohn von William Simpson. Das Unternehmen hatte seinen Sitz in auch als Pomona Engine Works bekannten Anlagen an der Lund Street in Cornbrook, einem Stadtteil von Manchester. Von 1899 bis 1902 war James Bibby Werkleiter.
Das erste Fahrzeug wurde zwischen 1896 und 1897 fertiggestellt. Der geschlossene Lieferwagen hatte eine Zweizylinder-Verbunddampfmaschine, deren Zylinder nicht auf eine Kurbelwelle einwirkten, sondern direkt auf je ein Hinterrad. Spätere Ausführungen hatten zunächst eine geteilte Hinterachse, dann ging man zu einem System über mit je einer Dampfmaschine pro Hinterrad.

### Wettbewerb für Nutzfahrzeuge 1901
Simpson & Bibby war einer von acht Teilnehmern an den von der Liverpool Self-propelled Traffic Association organisierten 3rd Trials of Motor Vehicles for Heavy Traffic, die vom 3. bis zum 7. Juni 1901 in Liverpool zur Förderung des motorisierten Straßentransports durchgeführt wurden.
Daniel H. Simpson erhielt 1902 ein Patent für einen Heizkessel.

### 1903 Schwerlastwagen für Accra
1903 wurde ein ungewöhnlicher Dampfwagen mit 5 Tonnen Nutzlast für einen Kunden in Accra gefertigt. Er hatte einen Vierzylindermotor in V-Form, dessen Kurbelwelle mit 450 Umdrehungen pro Minute drehte.

### Auflösung und Impulsgeber
1906 trat James Bibby aus dem Unternehmen aus, um sich anderen Aufgaben zu widmen.
Das Unternehmen wurde im Dezember 1906 als Simpson, Godlee & Simpson reorganisiert.
1906 wurden die Rechte an den Dampfwagen an Alley & MacLellan verkauft, die auf dieser Basis Fahrzeuge der Marke Sentinel anboten.